# فوجینو، کاناگاوا
فوجینو، کاناگاوا (به لاتین: Fujino) یک منطقهٔ مسکونی در ژاپن است که در کانتو واقع شده‌است. فوجینو ۱۰٬۷۲۰ نفر جمعیت دارد.